# Боготольский Завод
Богото́льский Заво́д — деревня в Боготольском районе Красноярского края России. Входит в состав Боготольского сельсовета.

## География
Находится на правом берегу реки Чулым, на расстоянии примерно 8 км к югу от города Боготола, административного центра района. Абсолютная высота — 226 м над уровнем моря.

## Население
| 2010 |
| ---- |
| 1    |